# Девід Еклс
Девід Еклс — американський музикант, автор-виконавець.

## Біографія
Девід Еклс зростав у творчій родині, ще дитиною грав у водевілях, потім вивчав літературу в коледжі, а згодом почав писати пісні для балетних вистав. Він працював з лейблом Elektra Records спочатку як автор пісень, а потім і як виконавець. На Elektra Records вийшли три перші альбоми Еклса: David Ackles (1968), Subway to the Country (1970) та спродюсований Берні Топіном American Gothic (1972). Музика Еклса була схвально сприйнята слухачами та критиками. Серед його хітів пісні «Candy Man», «Montana Song», «Down River».
1972 року Еклс підписав контракт з лейблом CBS Records, де наступного року видав альбом Five & Dime, який став для співака останнім. Він продовжував писати музику для театральних вистав та кінофільмів, написав мюзикл Sister Aimee, займався навчанням студентів. Еклс вмер 1999 року від раку.

## Дискографія
- 1968 — David Ackles, також відомий як Road to Cairo
- 1970 — Subway to the Country
- 1972 — American Gothic
- 1973 — Five & Dime